# Tectaria quitensis
Tectaria quitensis är en ormbunkeart som beskrevs av Carl Frederik Albert Christensen. Tectaria quitensis ingår i släktet Tectaria och familjen Tectariaceae. Inga underarter finns listade.